# Domínio de esqui
Domínio de esqui  ou domínio esquiável são os termos empregues para designar um conjunto de pistas de esqui de uma estâncias ou várias estâncias  de esqui que se reúnem em associação e põem em conjunto as suas instalações para formarem um grande espaço esquiável como é o caso na França com o Espaço Killy e o Grand Massif e na região franco-suíça com as Portes du Soleil.